# سكوت غارلاند
سكوت غارلاند هو لاعب هوكي الجليد كندي، ولد في 16 مايو 1952 في ريجاينا في كندا، وتوفي في 9 يونيو 1979 بسبب حادث مرور.

## وصلات خارجية
- سكوت غارلاند على موقع دوري الهوكي الوطني (الإنجليزية)
- سكوت غارلاند على موقع EliteProspects.com (الإنجليزية)
- سكوت غارلاند على موقع HockeyDB.com (الإنجليزية)
- سكوت غارلاند على موقع Hockey-Reference.com (الإنجليزية)